# NGC 1133
NGC 1133 (również PGC 10885) – galaktyka spiralna z poprzeczką znajdująca się w gwiazdozbiorze Erydanu. Odkrył ją w 1886 roku Francis Leavenworth.